# Senegal na Letnich Igrzyskach Olimpijskich Młodzieży 2010
Senegal na Letnich Igrzyskach Olimpijskich Młodzieży 2010 w Singapurze reprezentowało 6 sportowców w 5 dyscyplinach.

## Skład kadry

### Judo
- Babacar Cisse

### Lekkoatletyka
- Daouda Diagne - bieg na 100 m - 16 miejsce w finale

### Pływanie
- Francois Mallack
  - 50 m st. dowolnym - nie startował
  - 100 m st. dowolnym - 49 miejsce w kwalifikacjach
- Zeynab Ba
  - 50 m st. dowolnym - 53 miejsce w kwalifikacjach
  - 100 m st. dowolnym - 52 miejsce w kwalifikacjach

### Szermierka
- Mame Ndao

### Taekwondo
- Ndeye Coumba Diop